# YRC Worldwide
YRC Worldwide est une entreprise de transport routier américaine. Elle est basée à Overland Park au Kansas aux États-Unis.